# امتصاص طيف البلازما الكتلي

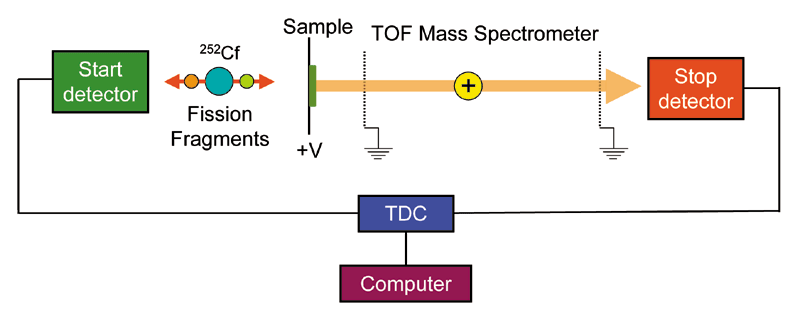
تمثيل تخطيطي قياس الكتلة الطيفية لامتصاص البلازما باستخدام زمن الطيران

امتصاص طيف البلازما الكتلي (بالإنجليزي : Plasma-desorption mass spectrometry)
هي تقنية قياس الطيف الكتلي للمادة المتأينة في عينة صلبة،
تأين المادة يكون بواسطة قصفها بأيونات أو ذرات متعادلة الناتجة من الانشطار النووي لنويدة مناسبة، وتكون عادة نظائر كاليفورنيوم 252Cf